# Laura Acuña
Laura Janeth Acuña Ayala (Bucaramanga, 15 de junio de 1982) es una abogada, presentadora de televisión, cantante y modelo colombiana.
Fue la presentadora del magazín Muy Buenos Días de RCN Televisión y como presentadora de Espectáculo RCN de Noticias RCN en la emisión de las 5:30 a. m. En 2021 participó en el programa musical La voz Kids de Caracol Televisión.

## Biografía
Realizó sus estudios de secundaria en la Institución Educativa Nuestra Señora del Pilar de Bucaramanga, una vez graduada inició sus estudios de Derecho obteniendo el título de abogada de la Universidad Autónoma de Bucaramanga. Profesión que postergo para dedicarse de lleno al modelaje y a la presentación de televisión en programas del canal regional Televisión Regional del Oriente. Al trasladarse a Bogotá, fue contratada por RCN Televisión para conducir Fuera de lugar y Muy buenos días. 
Cuando conoció a Camilo Montoya, entonces presentador del canal Caracol, durante el cubrimiento del Reinado de Cartagena. Ella tenía 22 años, once menos que él, pero el amor arrasó. En cuestión de meses planearon la boda y él movió cielo y tierra para conseguirle trabajo en Bogotá: terminó en la competencia, RCN
En 2006, Laura Acuña se separó de Camilo Montoya, luego de menos de dos años de casados. Al poco tiempo, inició una relación con el productor musical José Gaviria.
A comienzos de 2007, tuvo diferencias con su compañera de set Mabel Cartagena, y esta renunció a Muy buenos días. meses después se reintegró.
En 2019 incursionó como empresaria de su propia marca en gafas de sol, una línea exclusiva marca by Laura Acuña en Fenecs. En 2022 debutó como actriz en el papel principal de la película El último hombre sobre la tierra, dirigida por Juan Camilo Pinzón.

## Familia
En 2010 contrajo matrimonio con el Empresario Rodrigo Kling.
Después de muchas dificultades para lograr quedar embarazada Laura y su esposo han tenido 2 hijos :
- El 30 de noviembre de 2016 a su primera hija de nombre Helena.[10]
- El 9 de julio de 2018 a su segundo hijo y único varón de nombre Nicolás.[11]

## Filmografía

### Presentadora
| Año           | Título                          | Rol          | Canal              |
| ------------- | ------------------------------- | ------------ | ------------------ |
| 2025          | Yo me llamo                     | Presentadora | Caracol Televisión |
| 2023          | La Vuelta al Mundo en 80 Risas  | Participante | Caracol Televisión |
| 2021-2024     | Sábados felices                 | Presentadora | Caracol Televisión |
| 2021-2022     | La Voz Senior                   | Presentadora | Caracol Televisión |
| 2021-2022     | La voz Kids                     | Presentadora | Caracol Televisión |
| 2021          | Día a día                       | Invitada     | Caracol Televisión |
| 2021-presente | La Sala de Laura Acuña          | Presentadora | Youtube            |
| 2019          | Señorita Colombia 2019-20       | Presentadora | Canal RCN          |
| 2005-2021     | Noticias RCN                    | Presentadora | Canal RCN          |
| 2005-2011     | Fuera de lugar                  | Presentadora | Canal RCN          |
| 2005-2018     | Muy buenos días                 | Presentadora | Canal RCN          |
| 2001-2004     | Televisión Regional del Oriente | Presentadora | Canal TRO          |

### Cine
| Año  | Título                           | Personaje |
| ---- | -------------------------------- | --------- |
| 2022 | El último hombre sobre la tierra | Liliana   |